# Nadezhdiella japonica
Nadezhdiella japonica là một loài bọ cánh cứng trong họ Cerambycidae.